# Dryocampa rubicunda
Dryocampa rubicunda és una espècie de lepidòpter ditrisi de la família dels satúrnids (Saturniidae). És una arna pròpia de Nord Amèrica, la larva de la qual s'alimenta de fulles d'auró.

## Característiques
Els mascles tenen una envergadura de 32-44 mm, les femelles de 40-50 mm. Tenen antenes i potes que van de vermell a rosat, el cos groc així com la part posterior de les ales i mentre que la part anterior de les ales és rosat amb una banda triangular central. Els mascles tenen antenes més denses que les femelles.

## Cicle vital
Aquesta espècie s'alimenta de l'auró', sobre tot Acer binzayedii, Acer saccharinum i Acer saccharum.
Les femelles dipositen ous de color groc clar en grups de 20 a 30 en la part inferior de les fulles. Després de dues setmanes neixen les erugues que duen una vida gregària. Conserven aquesta conducta fins a la tercera muda. Després, al llarg de les dues últimes es tornen solitàries. Les larves madures són de color verd clar amb línies laterals negres, cap vermell i dos filaments darrere del cap. Assoleixen una longitud de 55 mm.
Quan es troben llestes, van a la part baixa de l'arbre i es converteixen en pupes en càmeres sota la terra. Les pupes són fosques, llargues i tenen petites espines amb la punta bifurcada.
Quan l'imago es desclou, té ales petites que han de ser expandides perquè l'insecte pugui volar. En l'estat adult són generalment nocturnes. Prefereixen volar durant el primer terç de la nit. Les femelles emeten feromones de nit que atreuen als mascles que tenen antenes més denses per poder captar l'aroma de les femelles.